# Вулиця Пушкарівська (Полтава)
Ву́лиця Пу́шкарівська — вулиця у місті Полтаві. Пролягає від перехрестя з вулицею Олеся Гончара та закінчується глухим кутом та входом до парку Пам'яті і Скорботи, де вулиця Пушкарівська продовжується далі у вигляді тротуару та сполучається з вулицею Навроцького.
Прилучаються вулиці Остапа Вишні та Військова.

## Історія та забудова
Межа між Київським та Шевченківським районів Полтави ділить вул. Пушкарівську навпіл. Так, приватна садибна забудова та дві п'ятиповерхівки з парного боку адміністративно належать до Київського району, а непарна, де розташовано комплекс будівель колишнього військового містечка «Червоні Казарми» — до Шевченківського району міста.
Домінантою вулиці мабуть що є ансамбль будівель колишнього військового містечка, яке понад століття називають Червоними Казармами. Комплекс споруд містечка, збудований у 1876—1893 роках спеціально для потреб військових частин армії Російської імперії, дислокованих у Полтаві. До складу комплексу входили штаб, казарми, навчальні приміщення, домова церква, порохові склади. Для будівництва усіх будівель використовувалася червона цегла, яку виготовляли на місцевих цегельнях у Задихальному яру під Монастирською горою. Для міцності стін, до цементного розчину, що скріплював цеглу, додавали яєчні жовтки. Завдяки кольору комплексу військових будівель цей квартал Полтави отримав назву — «Червоні Казарми». Згодом колір було змінено на жовтий, але будівлі колишніх артскладів так і залишилися червоними до самого їх знесення у 2010—2011 роках.
Від часу заснування і до часів занепаду у Червоних Казармах знаходилися лише військові частини. За часів Царської Росії — 33-й піхотний Єлецький полк 9-ї піхотної дивізії російської армії, після Жовтневого перевороту 1917 року на території містечка нетривалий час проходили вишкіл військові частини Симона Петлюри. За радянської влади у 1921—1935 роках у приміщеннях Червоних казарм дислокувалася 25-та Чапаєвська дивізія зі складу 7-го стрілецького корпусу Українського військового округу. У 1939—1941 роках тут місце постійної дислокації 73-го піхотного полку, а перед початком німецько-радянської війни — 132-га стрілецька дивізія під командуванням генерал-майора С. Бірюзова. З початком війни на території Червоних казарм відбувалося формування нових бойових підрозділів з мобілізованих полтавців, зокрема, в Червоних Казармах навчали політруків для військових з'єднань Червоної армії.
Під час німецької окупації міста Червоних Казармах містився німецький гарнізон.
Після війни в будівлях казарм розпочала роботу 7-а військова школа з підготовки спеціалістів зв'язку, яку протягом 1965—1968 років двічі перейменовували, а 11 січня 1968 року була підписана Постанова Ради Міністрів СРСР за № 27, а 31 січня того ж року складений відповідний наказ міністра оборони СРСР № 019 про створення Полтавського військового командного училища зв'язку. 4 липня 1970 року перший начальник училища полковник Ткаченко Феодосій Петрович в урочистій обстановці прийняв Бойовий прапор новоствореного навчального закладу. У січні 1979 року училище переведено до 20-го військового містечка, що було збудоване на вул. Зіньківській, 44. Після переведення училища приміщення казарм займав навчальний центр зв'язку. За радянських часів — військова частина 14324, за часів незалежної України — військова частина № А3990, А0632; згодом — 379-й навчальний центр військ зв'язку КВО (нині — Територіальне управління «Північ»). Після реформ в українській армії було переформатовано або ж фактично знищено велику кількість військових частин та з'єднань. Так само сталося й полтавським «Червоними Казармами» після ліквідації військової частини, що там дислокувалася. За короткий час, через дію різних природних та людських факторів ансамбль будівель доведено до значної руйнації, а ті що залишилися розкрадається або розпродається. Так, будинок під № 9/26, у якому колись містився штаб військової частини, 2009 року передано в управління Державної судової адміністрації України, яке згодом було відреставровано зі збереженням архітектурного стилю будинку та переобладнано під приміщення Полтавського окружного адміністративного суду. 2011 року Міністерство оборони України передало весь комплекс будівель колишнього військового містечка у комунальну власність міста. Попередньо владою міста планувалося використати цю територію під житлову забудову, але 2013 року на цю територію зазіхнула УПЦ МП, що планувала спорудити там православну школу, але їй було відмовлено. І лише у березні 2016 року, у міськраді вперше заговорили про повернення «Червоних Казарм» у державну власність, а саме передачі колишнього військового містечка Національній гвардії України. В будинку під № 22В міститься центр продажу автомобілів та СТО «Тойота Центр Полтава», що належить компанії «Компанія „Стар Лайн“».